# Lake Tanglewood (Texas)
Lake Tanglewood es una villa ubicada en el condado de Randall en el estado estadounidense de Texas. En el Censo de 2010 tenía una población de 796 habitantes y una densidad poblacional de 207,94 personas por km².

## Geografía
Lake Tanglewood se encuentra ubicada en las coordenadas 35°3′16″N 101°46′54″O / 35.05444, -101.78167. Según la Oficina del Censo de los Estados Unidos, Lake Tanglewood tiene una superficie total de 3.83 km², de la cual 2.86 km² corresponden a tierra firme y (25.37%) 0.97 km² es agua.

## Demografía
Según el censo de 2010, había 796 personas residiendo en Lake Tanglewood. La densidad de población era de 207,94 hab./km². De los 796 habitantes, Lake Tanglewood estaba compuesto por el 98.37% blancos, el 0.13% eran afroamericanos, el 0.13% eran amerindios, el 0.38% eran asiáticos, el 0% eran isleños del Pacífico, el 0.5% eran de otras razas y el 0.5% pertenecían a dos o más razas. Del total de la población el 2.51% eran hispanos o latinos de cualquier raza.